# A Bit O' This & That
A Bit o' This & That é um álbum de raridades, b-sides, remixes, e covers de Emilie Autumn que inclui músicas de anos anteriores.  Foi lançado pelo iTunes em 23 de Abril de 2007, e em 17 de Agosto em digipak, com 3 mil cópias sendo distribuídas mundialmente. 
Ele foi relançado em 29 de Fevereiro de 2008, juntamente com um encarte. 

## Faixas
| N.º | Título                                                                                               | Compositor(es)                            | Duração |  |
| 1.  | "Chambermaid" (Space Mix)                                                                            |                                           |         |  |
| 2.  | "What If" (Celtic Mix)                                                                               |                                           |         |  |
| 3.  | "Hollow Like My Soul"                                                                                | M. Boyd, Arr. E. Autumn                   |         |  |
| 4.  | "By the Sword"                                                                                       | Emilie Autumn                             |         |  |
| 5.  | "I Don't Care Much" (from Cabaret)                                                                   | Kander/Ebb                                |         |  |
| 6.  | "I Know It's Over" (Live Recording)                                                                  | The Smiths                                |         |  |
| 7.  | "Find Me a Man"                                                                                      | Emilie Autumn                             |         |  |
| 8.  | "O Mistress Mine" (words by William Shakespeare)                                                     |                                           |         |  |
| 9.  | "The Star Spangled Banner"                                                                           | Francis Scott Key                         |         |  |
| 10. | "All My Loving"                                                                                      | The Beatles                               |         |  |
| 11. | "Sonata in D Minor for Violin and Continuo" (Instrumental; Live Recording)                           | Francesco Maria Veracini                  |         |  |
| 12. | "Ancient Grounds" (Instrumental; Live Recording)                                                     | Emilie Autumn                             |         |  |
| 13. | "Always Look on the Bright Side of Life" (Instrumental)                                              | Eric Idle, "Monty Python's Life of Brian" |         |  |
| 14. | "With Every Passing Day" (from the BBC's "Upstairs Downstairs")                                      | Alexander Faris                           |         |  |
| 15. | "Miss Lucy Had Some Leeches Hidden Tracks: *Photographic Memory *Crazy He Calls Me" (Live Recording) | Emilie Autumn Bob Russell and Carl Sigman |         |  |